# François Isaac de Rivaz
François Isaac de Rivaz (1752 - 1828) va ser un inventor i un polític. Va inventar el primer motor de combustió interna i que funcionava amb hidrogen amb ignició elèctrica i el va patentar el 1807. El 1808 va acoblar aquest motor a un vehicle que va ser el primer auomòbil amb motor de combustió interna.
Isaac nasqué a París d'una família provinent de Valais. El 1763 la família s'assentà a Moûtiers als Estats de Savoia (Regne de Sardenya). No se sap a quines escoles estudià però estudià mecànica.
Isaac experimentà, a finals del segle xviii, amb els vehicles moguts pel vapor. També estudià la ignició dels gasos combustibles.
El seu motor de 1807 funcionava amb una mescla d'hidrogen i oxigen i s'encenia per una guspira elèctrica. El seu motor mai va tenir èxit comercial.
De manera coincident, també el 1807, Nicéphore Niépce instal·là el seu motor de combustió interna anomenat Pyréolophore en un vaixell essent així com es considera que el de Niépce va ser el primer motor de combustió interna en un vaixell.